# Mithraeum de Wiesloch
Le mithraeum de Wiesloch est situé à Wiesloch (Arrondissement de Rhin-Neckar) dans le land de Bade-Wurtemberg en Allemagne
,.

## Historique
À l'ouest de Wiesloch, il y avait un vicus romain avec quelques domaines de 120 à 260 apr. J.-C.. Deux voies romaines s'y croisaient( Spire–Bad Wimpfen–Limes de Germanie et Ladenburg–Bâle). Au nord de Wiesloch, dans une zone de terrain inutilisée, un mithraeum a été découvert en 1988 et fouillé au cours de l'année 1989 par le Dr RH. Behrends et le personnel de l' environ 183 m au nord du Leimbach près de Wiesloch, dans une zone de terrain inutilisée, un mithraeum a été découvert à l'automne 1988 et fouillé au cours de l'année 1989 par le Dr Behrends R.H. et le personnel de l'Archäologische Denkmalpflege de Karlsruhe.
Selon le compte-rendu de recherche d'Andreas Hensen en 1994
 le mithraeum a connu deux phases de construction.
- La première phase du mithraeum avait été creusée à 1,80 m, avec une allée principale de 1,70 m de large, flanquée de podiums de 4,40 m de long sur 1,20 m de large et 50⁄60 cm de haut. Au total, environ 6 à 8 hommes auraient pu s'allonger sur les podiums. Les murs devaient être une clôture en torchis ou en bois et  un toit à colombage, le tout recouverts de mottes de gazon. (C'est la première fois que des mottes de gazon sont découvertes dans un édifice romain autre que des murs de fortification avant le milieu du IIe siècle apr. J.-C.). Ce bâtiment a brûlé.

- La seconde phase a recouverte la première : 5,70 m de long sur 4,60 m. Les murs latéraux étaient recouverts en pierres sèches juste au-dessus de l'ancien rez-de-chaussée, qui date d'environ du IIIe siècle. Les podiums étaient désormais recouverts en pierres sèches sans fondation, tandis que la section centrale du mur d'extrémité ouest était entièrement construite en maçonnerie et en ciment pour fournir un support adéquat au relief du culte de Mithra (la tauroctonie). Le toit était soutenu de chaque côté au moyen de quatre poteaux en bois encastrés dans les murs en pierres sèches, et le bâtiment était probablement couvert de chaume ou de bardeaux de bois.

À l'extrémité est, à l'extérieur de la cella principale, une zone d'argile mélangée à des restes de matière organique brûlée et des tessons de poterie, suggère l'existence d'un pronaos de construction légère, auquel on devait accéder au moyen de marches descendantes. Une seule cruche à une anse y a été trouvée.
À environ 3,70 m à l'est de ce pronaos, deux tombes ont été trouvées.... L'une était une tombe à incinération datée du règne de Marc Aurèle (161-180 apr. J.-C.) ou un peu plus tard avec un A et deux lampes, l'autre tombe avec deux bols du milieu IIe siècle. Il est probable que ces tombes sont liées au mithraeum . Deux autres tombes ont été trouvées à 18 m mètres de là. Ces sépultures suggèrent que le temple était situé à l'extérieur des limites du vicus et que la première phase du temple existait vers le milieu du IIe siècle, alors qu'il y avait déjà des mithraea à Riegel, Königshoffen, Biesheim, Heddernheim, Mundelsheim et Stockstadt.

## Le musée municipal de Wiesloch

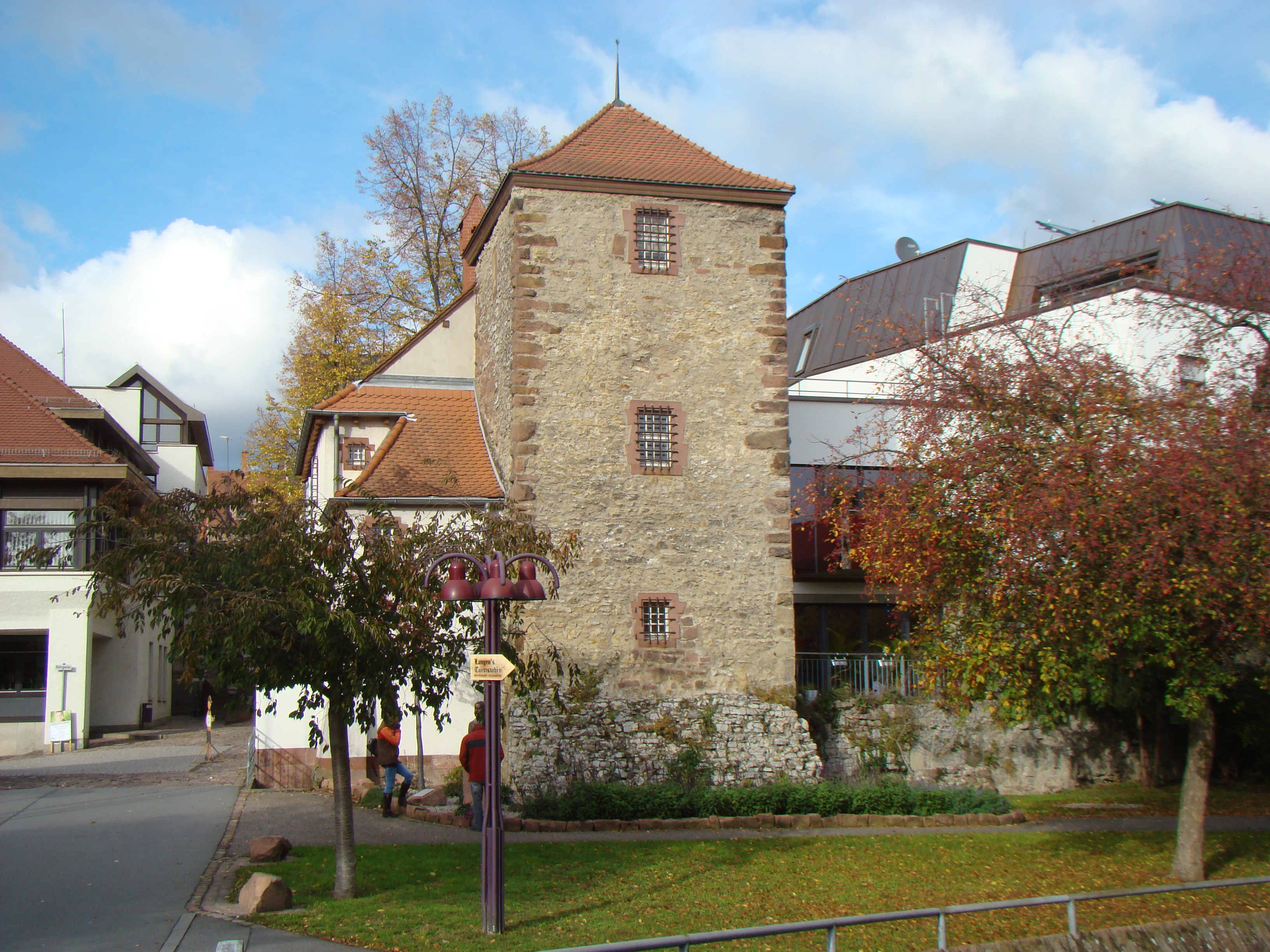
Musée municipal dans le Dörndl.

Peu de vestiges matériels ont été retrouvés et il faut conclure que le mithraeum a été délibérément dégagé avant son abandon.
Un seul autel sans inscription a été trouvé devant la zone du bas-relief du culte (il portait probablement autrefois un texte peint) ; deux fragments plutôt misérables d'un relief votif à Mercure ont été trouvés sur le sol, portant l'inscription DEO MER .
Le musée municipal, situé dans la tour médiévale appelé Dörndl, expose les objets trouvés  lors des fouilles du  vicus romain

## Galerie

Objets du mithraeum exposés au musée municipal
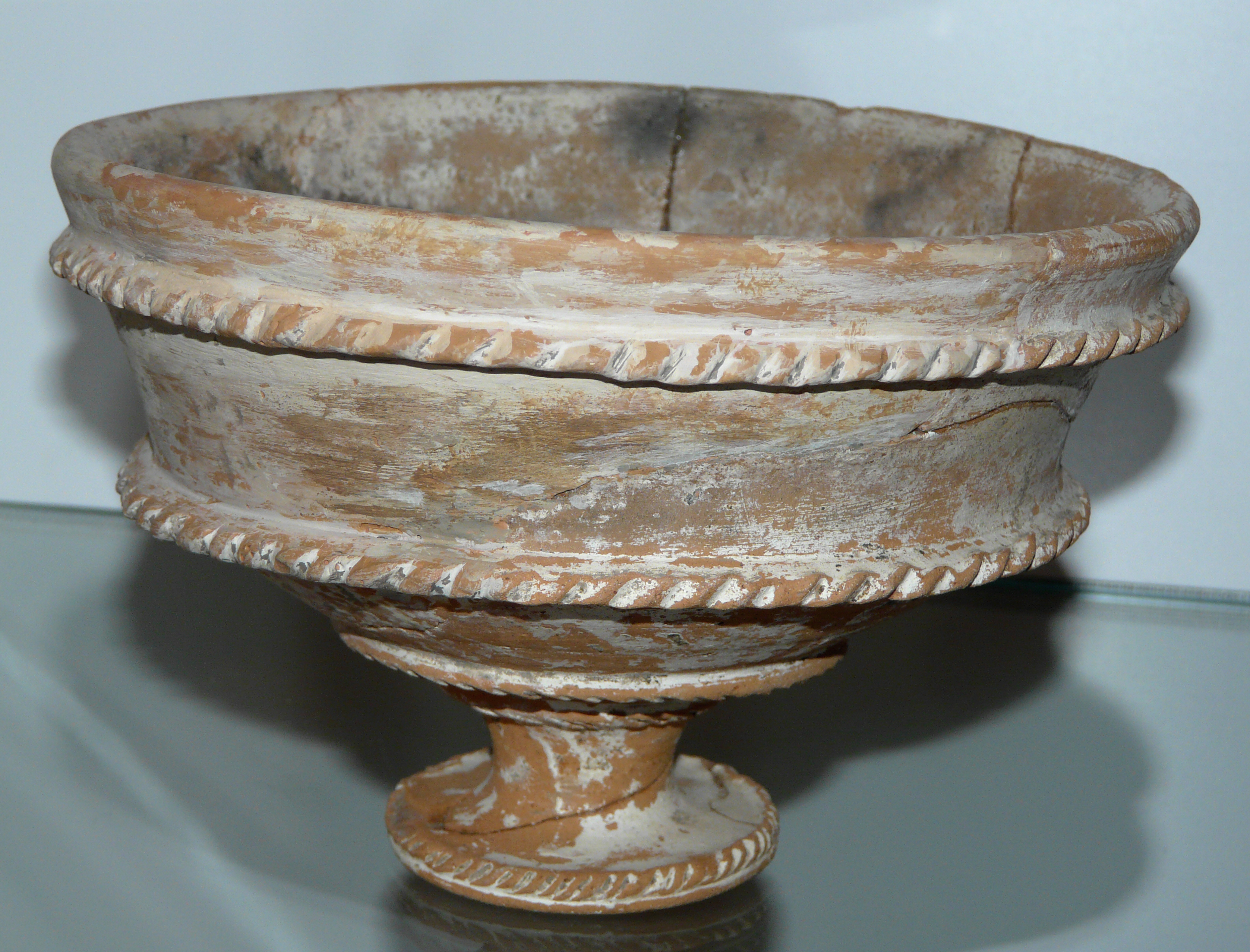
Bol d'encens.
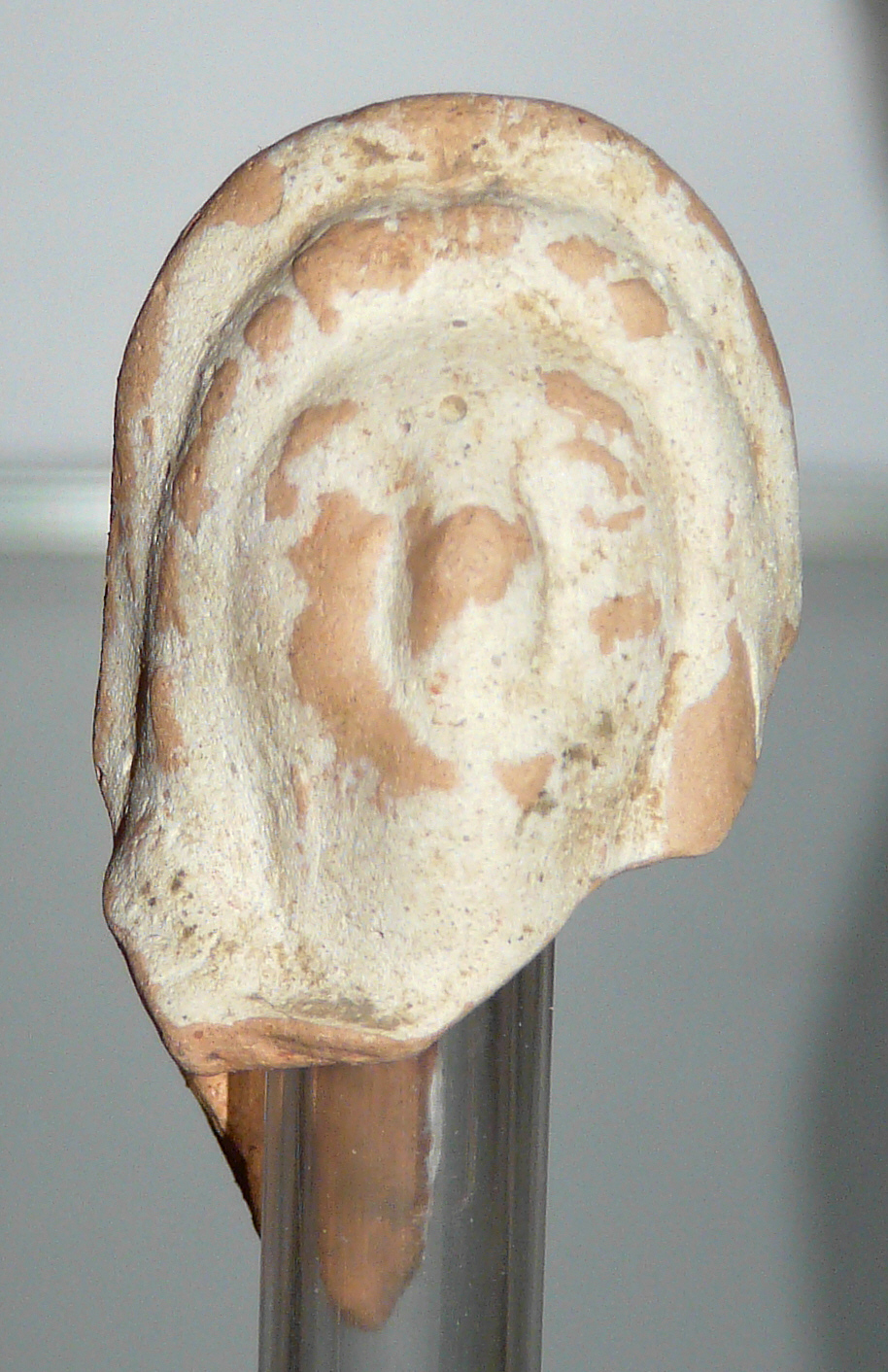
Figue votive.
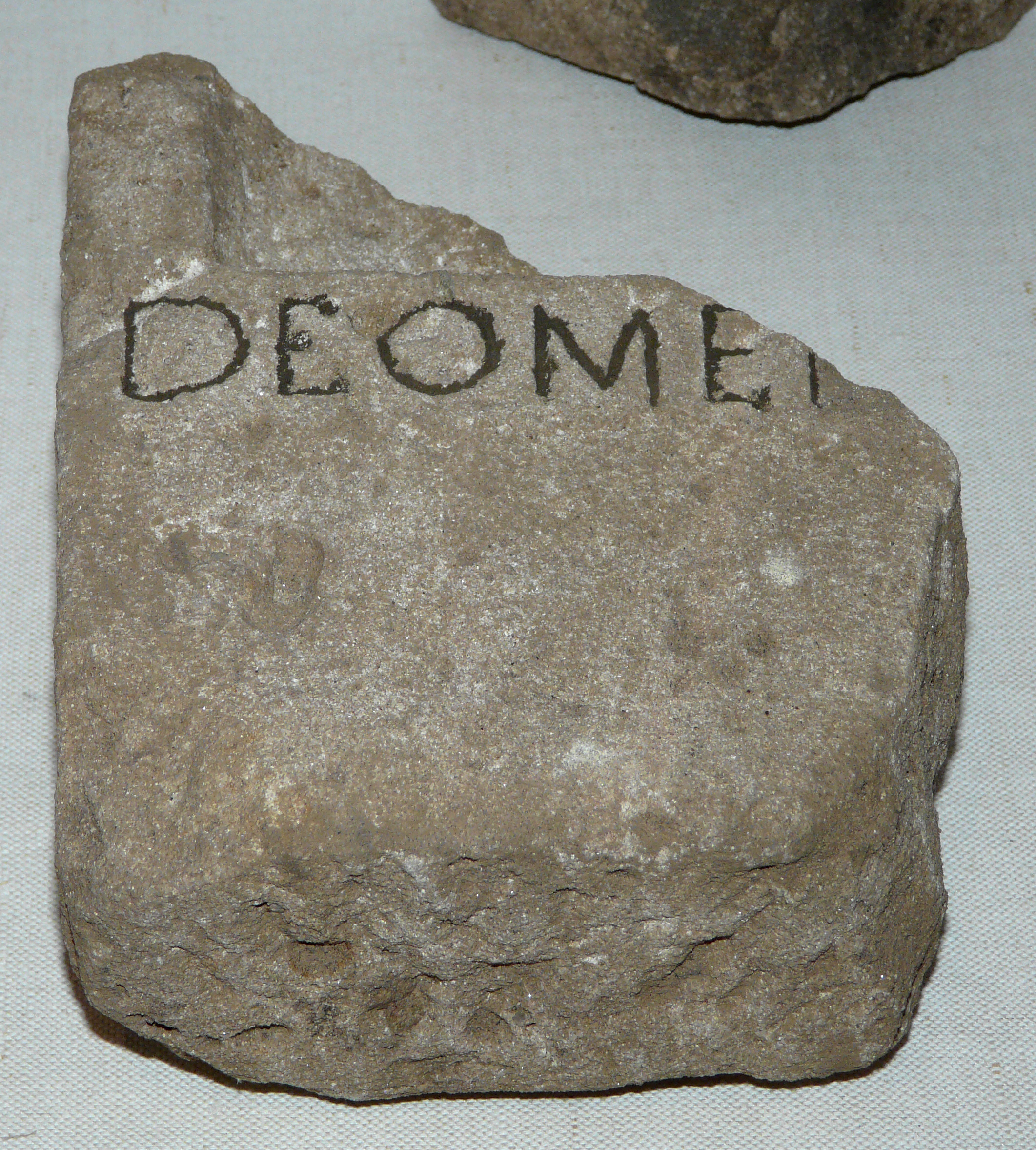
Morceau de pierre gravé DEO MER.
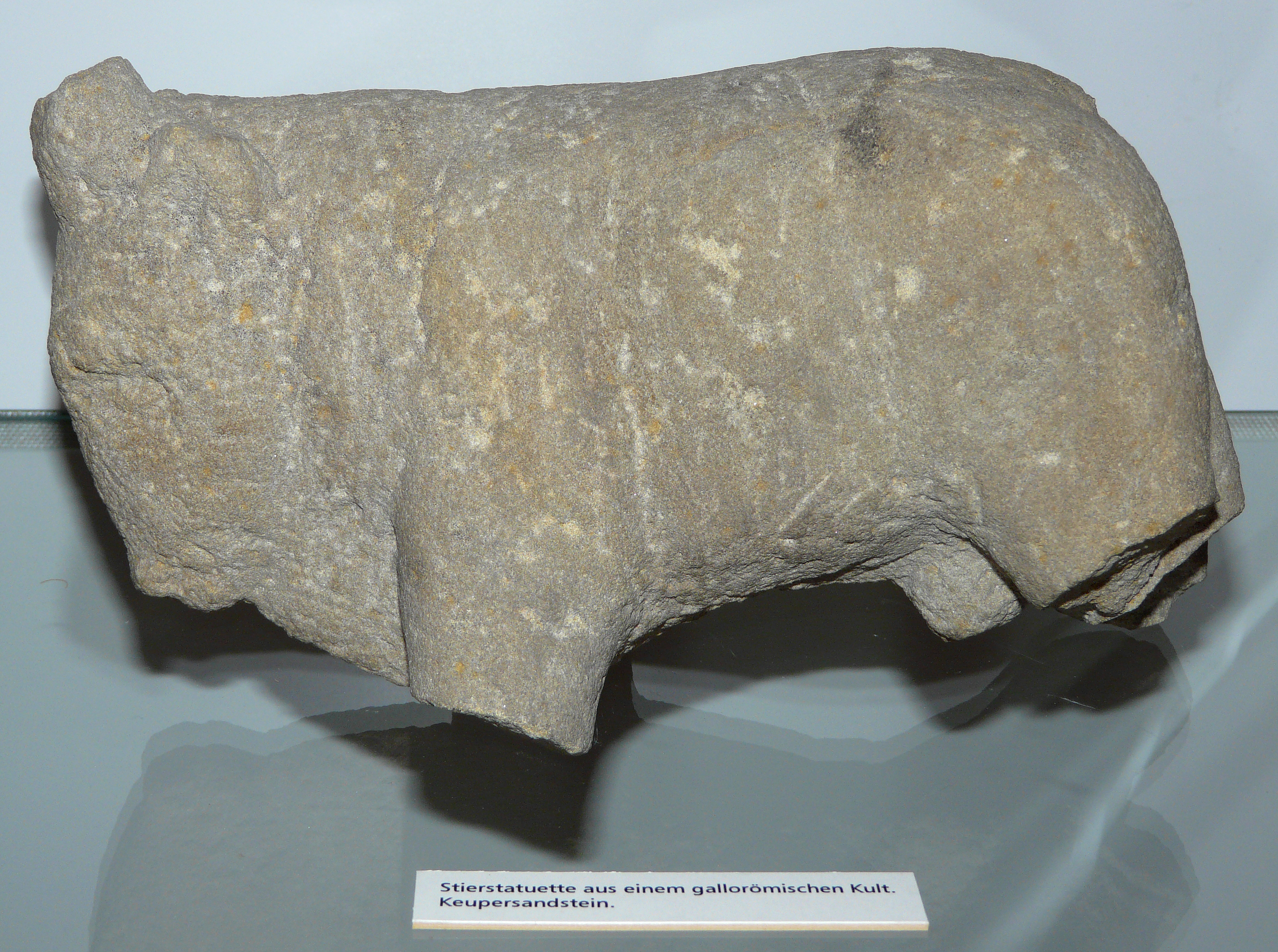
Statuette de taureau.